# خوآن گارسیا
خوان گارسیا (اسپانیایی: Joan García‎؛ زادهٔ ۴ مهٔ ۲۰۰۱) بازیکن فوتبال اهل اسپانیا است که در پست دروازه‌بان برای باشگاه فوتبال بارسلونا بازی می‌کند.او از اسپانیول بی به اسپانیول رفت و از اسپانیول به بارسلونا رفت
وی همچنین در تیم‌های ملی فوتبال زیر ۱۸ سال اسپانیا، زیر ۱۹ سال اسپانیا، و زیر ۲۱ سال اسپانیا بازی کرده است.